# Смил (челник)
Смил (умро после 1409) је био српски челник у служби Вука Бранковића.

## Биографија
Смил је био властелин Вука Бранковића о коме је сачувано највише података. Први помен челника Смила је у повељи Вука Бранковића којом је 20. јануара 1387. године потврдио трговачке повластице Дубровника. Међу милосницима у Приштини помињу се Тодор Хамировић, војвода Прњак и челник Смил. Следећих осам година нема вести о челнику. Поново се јавља приликом збивања 19. јануара 1395. године када је био посланик свога господара у Дубровнику. Тада је носио титулу челника. Пренео је у Дубровник 197 литара финог сребра и једну златну чашу од пет литара и четири и по унце. Дубровчанима је саставио неку врсту упутства о коришћењу пренетих драгоцености. Смил је са собом водио свог логотета, дакле човека који је саставио документ који је Смил својим печатом оверио. Логотет се звао Стефан. Смил је имао свој печатни прстен којим је оверио и овај документ. Челник се истим послом задесио у Дубровнику 30. маја исте године. Овога пута је донео 493 литара финог сребра. Тада је поново састављена признаница од стране логотета Стефана коју је Смил оверио. Дубровчани су им дали барку да се превезу у Котор. Смил се помиње у изворима још једном, у вези са пренетом имовином Бранковића. Вест се односи на 1409. годину. Челник Смил је ковао свој новац. Он је пронађен у остави из Малог Боњинца.